# Václav Černý (fotbalista, 1968)
Václav Černý (* 9. prosince 1968) je český fotbalový trenér a bývalý hráč.

## Hráčská kariéra
V české lize hrál za FC Dukla Příbram. Nastoupil ve 4 ligových utkáních.

### Ligová bilance
| Ročník                          | Zápasy | Góly | Klub              |
| ------------------------------- | ------ | ---- | ----------------- |
| 2. česká fotbalová liga 1994/95 | -      | 3    | FC Portal Příbram |
| Česká fotbalová liga 1995/96    | -      | 12   | FC Dukla Příbram  |
| 2. česká fotbalová liga 1996/97 | 14     | 2    | FC Dukla          |
| Gambrinus liga 1997/98          | 3      | 0    | FC Dukla          |
| Gambrinus liga 1998/99          | 1      | 0    | FC Dukla Příbram  |
| Česká fotbalová liga 1998/99    | -      | 0    | FC Dukla „B“      |
| CELKEM 1. liga                  | 4      | 0    |                   |

## Trenérská kariéra
Po skončení hráčské kariéry se stal trenérem. Vedl mj. reprezentaci ČR do 16 let.